# Südwestfriedhof (Wien)

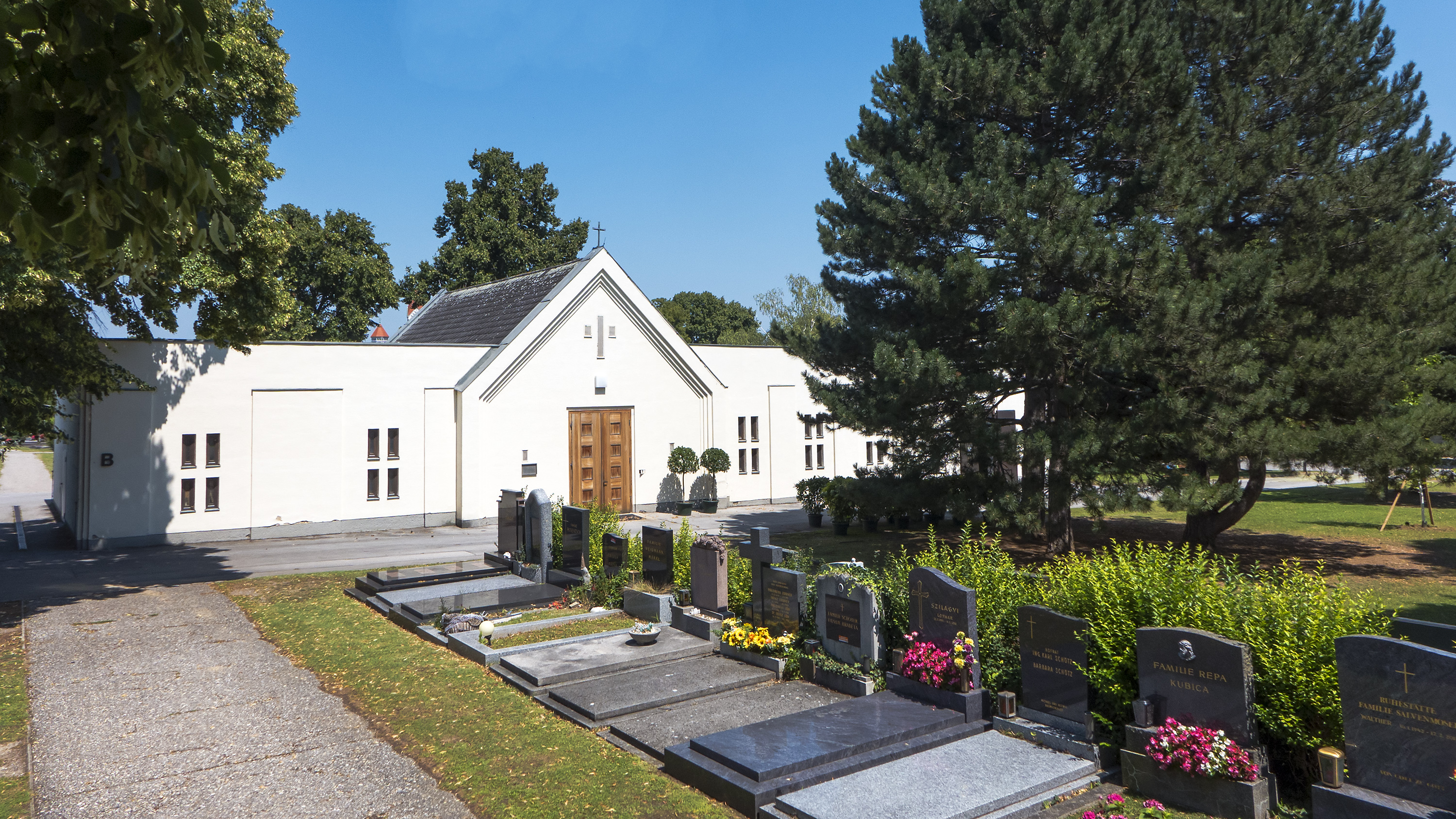
Aufbahrungshalle im alten Friedhofsteil

Der Südwestfriedhof ist ein städtischer Hauptfriedhof im 12. Wiener Gemeindebezirk Meidling. Er ist flächenmäßig der zweitgrößte Friedhof Wiens nach dem Zentralfriedhof.

## Beschreibung

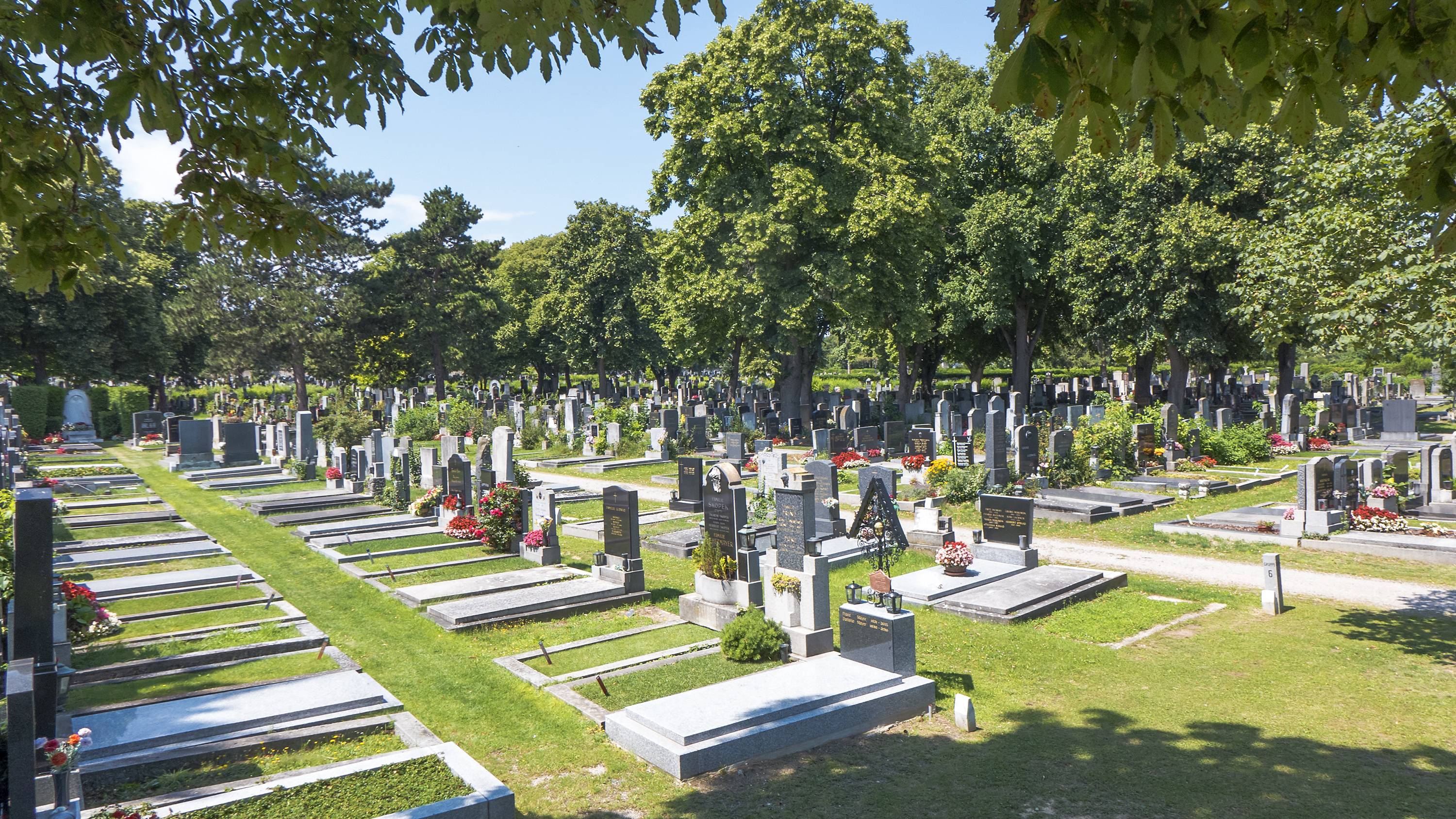
Im Friedhof

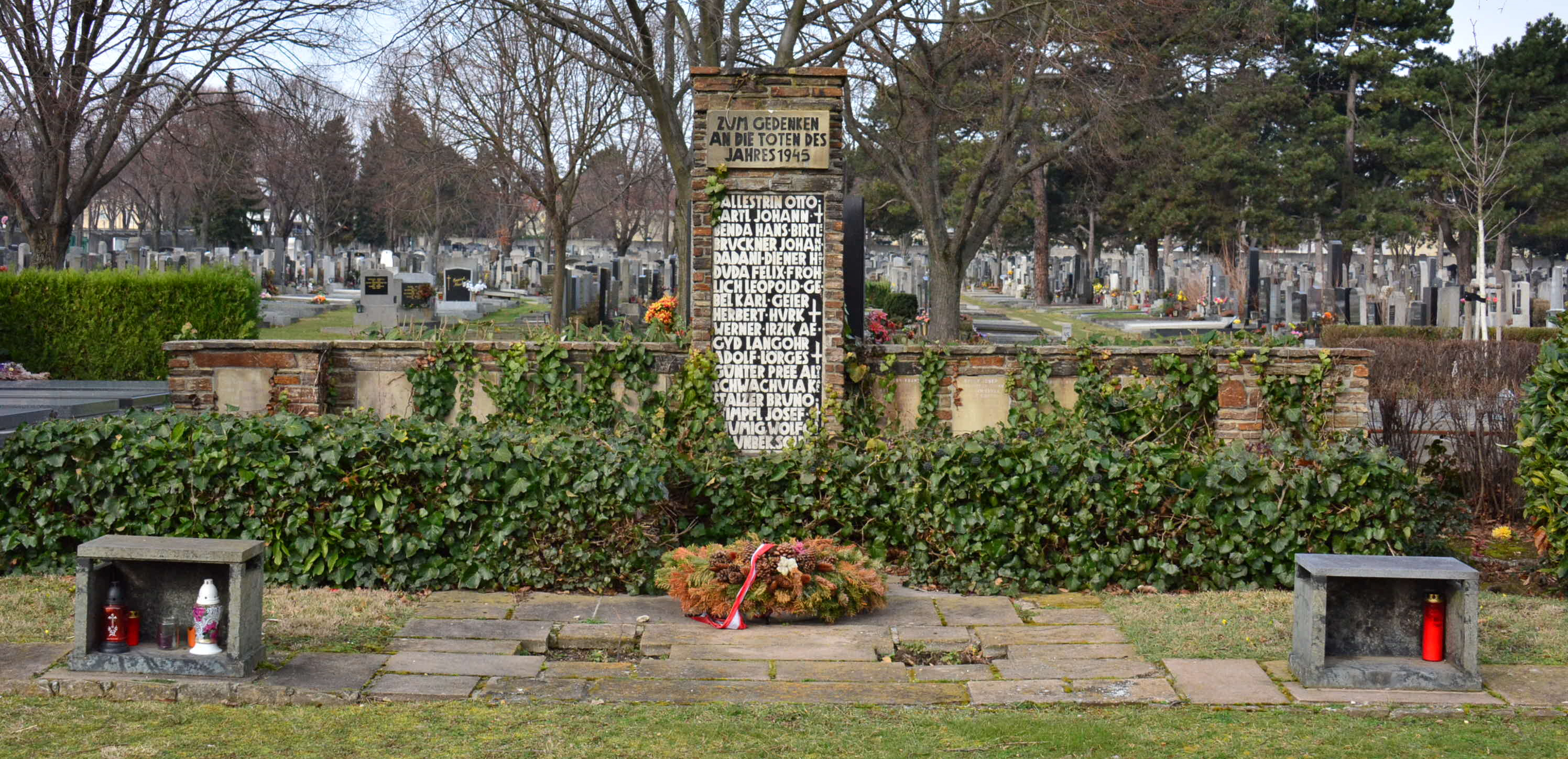
„Lainzer Opfergräber“

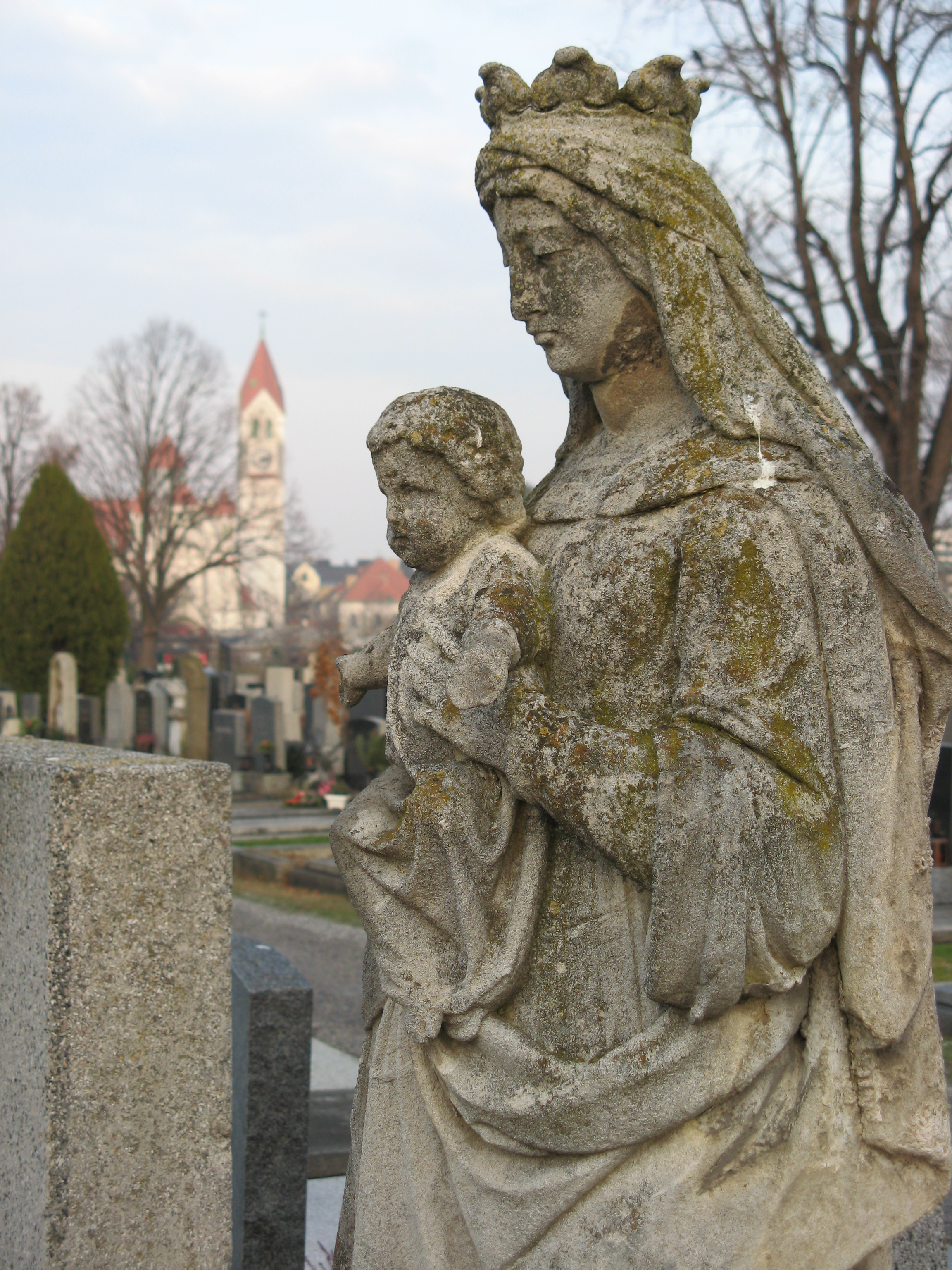
Am Südwestfriedhof

Der in der Katastralgemeinde Hetzendorf gelegene Friedhof Südwest besteht aus zwei Teilen, die durch die Wundtgasse getrennt sind. Der ältere Friedhofsteil liegt an der Hervicusgasse 44, der neuere Teil an der Wundtgasse 1a (bis 2010 zur Katastralgemeinde Atzgersdorf gehörig). Insgesamt umfasst der Friedhof 241.828 m² mit 25.671 Grabstellen. Jeder Friedhofsteil enthält eine eigene Aufbahrungshalle, deren Inneres von Erich Boltenstern gestaltet wurde.

## Geschichte
Da es auf den Friedhöfen der südwestlichen Bezirke Wiens 12–16 zu großer Raumnot gekommen war, beschloss die Gemeinde 1919 die Errichtung eines neuen Friedhofes und erwarb zu diesem Zweck in der Nähe der Hetzendorfer Kirche und zwischen Südbahn und Wasserbehälter Rosenhügel Grundstücke. Die Pläne für die Ausführung des Friedhofs machte 1920 Karl Seidl. Der Friedhofssprengel sollte die Bezirke 12–16 umfassen und der Friedhof gleichzeitig als Hauptfriedhof dienen. 1925 wurde die Zuständigkeit des Südwestfriedhofs auf die Bezirke 12–15 beschränkt. Die Eröffnung mit der ersten Beisetzung fand am 6. Juli 1921 statt.
1960 wurde eine Kriegsgräberanlage geschaffen, wobei 403 Kriegstote, die im Garten des Altersheims Lainz begraben worden waren, hierher verlegt wurden. Anfang der 1960er Jahre wurde der Friedhof um den neuen Teil erweitert und aus verkehrstechnischen Notwendigkeiten durch die Wundtgasse geteilt. Anfang der 1970er Jahre wurde im neuen Teil eine eigene Aufbahrungshalle errichtet.

## Grabstätten bedeutender Persönlichkeiten

### Ehrenhalber gewidmete Gräber
Trotz seiner Größe weist der Südwestfriedhof nur elf ehrenhalber gewidmete Gräber auf.
| Name               | Lebensdaten | Tätigkeit        |
| ------------------ | ----------- | ---------------- |
| Kurt Absolon       | 1925–1958   | Grafiker         |
| Ernest Adler-Ermad | 1905–1980   | Schriftsteller   |
| Herma Bauma        | 1915–2003   | Leichtathletin   |
| Anton Edthofer     | 1883–1971   | Schauspieler     |
| Paul Feyerabend    | 1924–1994   | Philosoph        |
| Fred Liewehr       | 1909–1993   | Burgschauspieler |
| Vera Ferra-Mikura  | 1923–1997   | Schriftstellerin |
| Karl Mühlhauser    | 1909–1979   | Politiker        |
| Ernst Nedwed       | 1929–2013   | Politiker        |
| Franz Nekula       | 1924–2011   | Politiker        |
| Otto Schweda       | 1919–2011   | Politiker        |

### Gräber weiterer Persönlichkeiten
Weitere bedeutende Persönlichkeiten, die auf dem Südwestfriedhof begraben sind bzw. waren:
| Name                  | Lebensdaten | Tätigkeit                               |
| --------------------- | ----------- | --------------------------------------- |
| Ilse Maria Aschner    | 1918–2012   | Journalistin und Zeitzeugin             |
| Ady Berber            | 1913–1966   | Ringer und Schauspieler                 |
| Walter Berger         | 1919–1976   | Geologe und Paläontologe                |
| Theodor Brinek senior | 1898–1974   | Fußballnationalspieler                  |
| Franziska Cechal      | 1909–2002   | Gerechte unter den Völkern              |
| Anton Edthofer        | 1883–1971   | Schauspieler                            |
| Kurt Equiluz          | 1929–2022   | Kammersänger                            |
| Alois Essigmann       | 1878–1937   | Schriftsteller                          |
| Franz Falter          | 1931–2014   | Organist                                |
| Karl Fischer          | 1918–1963   | Politiker und Widerstandskämpfer        |
| Maria Fischer         | 1897–1962   | Seidenwinderin und Widerstandskämpferin |
| Irmtraut Hieblinger   | 1928–1997   | Dichterin                               |
| Graziella Hlawaty     | 1929–2012   | Schriftstellerin                        |
| Manfred Hohn          | 1941–2019   | Schriftsteller                          |
| Michael Janisch       | 1927–2004   | Schauspieler                            |
| Kurt Kahl             | 1929–2012   | Journalist                              |
| Franz Klein           | 1919–2008   | Banat-Forscher                          |
| Fritz Kolb            | 1902–1983   | Reformpädagoge                          |
| Anton Krutisch        | 1921–1978   | Wiener Mundartdichter                   |
| Alois Mayer           | 1949–2023   | Politiker                               |
| Erich August Mayer    | 1894–1945   | Schriftsteller                          |
| Kurt Nemetz           | 1926–2008   | Radrennfahrer                           |
| Ernst Outolny         | 1934–2019   | Politiker                               |
| Josef Pekarek         | 1913–1996   | Fußballnationalspieler                  |
| Karl Perl             | 1876–1965   | Bildhauer und Medailleur                |
| Olga Perl             | 1891–1948   | Landschaftsmalerin                      |
| Helene Potetz         | 1902–1987   | Politikerin                             |
| Josef Rauchenberger   | 1949–2002   | Politiker                               |
| Karl Schlechta        | 1922–2016   | Fußballspieler                          |
| Leopold Schmidt       | 1912–1981   | Volkskundler                            |
| Edgar Schranz         | 1930–2009   | Politiker                               |
| Ludwig Schuberth      | 1911–1989   | Feldhandballspieler                     |
| Leopold Sprowacker    | 1853–1936   | Kapellmeister                           |
| Helmut Swoboda        | 1924–2003   | Journalist und Schriftsteller           |
| Alfred Teschl         | 1924–2024   | Politiker                               |
| Johann Urbanek        | 1910–2000   | Fußballspieler                          |
| Hannelore Valencak    | 1929–2004   | Schriftstellerin                        |
| Theodor Wagner        | 1927–2020   | Fußballspieler                          |